# Postanomus reticulatus
Postanomus reticulatus är en insektsart som beskrevs av Leon Fairmaire 1846. Postanomus reticulatus ingår i släktet Postanomus och familjen hornstritar. Inga underarter finns listade i Catalogue of Life.